# Coffea humblotiana
Coffea humblotiana är en måreväxtart som beskrevs av Henri Ernest Baillon. Coffea humblotiana ingår i släktet Coffea och familjen måreväxter. Inga underarter finns listade i Catalogue of Life.